# たく
たく（1988年6月21日 - ）は、日本の音楽家、ラックライフのベース担当。大阪府出身。血液型A型。

## 人物
愛称はたくちゃん。姉と妹がいる。メンバーによると「家族全員同じ顔をしている」。
初めて買ったCDは、ポルノグラフィティ「ロマンチスト・エゴイスト」。インタビューが苦手。
父親の影響でスティール弦アコースティックギターをはじめ、中学の文化祭のバンドではギターを担当するが、同時期にベースに興味を持ち、転向。前身バンド加入から半年ほど経った頃、バンド脱退を決意しメンバーにもその意思を伝えていたが、最後のライブ終了後の打ち上げでメンバーに引き止められ残留。高校を留年、他のメンバーより一年遅れて卒業したが、メンバーいちの雑学王である。
バンドをやっていなかったら、保育士を目指していた。バーで6年ほど働いていたことがある。LOVE大石には「おチビちゃん」と呼ばれている。
体重の増減や髪型の変化が著しく、一時は市原隼人に似てると言われ、やくみつるに似ているといじられることが多い。
2015年に妹の結婚式の余興で、ラックライフの4人でアンプラグドライブを行った。
メジャー・デビュー発表時のアーティスト写真撮影では、たくの母親が袴の着付けをした。
サッカーが得意で、ユビキタスのドラム・ヒロキが主宰するフットサルチームにも参加している。